# 松江市立湖北中学校
松江市立湖北中学校（まつえしりつ こほくちゅうがっこう）は、島根県松江市打出町にある公立中学校。

## 校区
- 校区は、古江小学校、大野小学校、秋鹿小学校の通学区域となっている。

## 沿革
- 1994年（平成6年）4月1日 - 古江・秋鹿・大野の3中学校が統合され、湖北中学校となった。

## 部活動

### 運動部
- 野球部
- バレーボール部
- バスケットボール部（男・女）
- 卓球部（男・女）
- ソフトテニス部

### 文化部
- 吹奏楽部
- 美術部